# HD 129858
HD 129858，又名CD-46 9562，SAO 225178、HR 5494，是一颗恒星，视星等为5.74，位于銀經322.3，銀緯11.06，其B1900.0坐标为赤經14h 39m 47.6s，赤緯-47° 11.06′ 9″。